# Judo-Weltmeisterschaften 2023
Die 35. Judo-Weltmeisterschaften wurden vom 7. bis 14. Mai 2023 in Doha, Katar ausgetragen. An den ersten sieben Tagen fand für Frauen und Männer jeweils ein Turnier in einer Gewichtsklasse statt. Am letzten Tag wurde der Mixed-Team-Wettbewerb ausgekämpft. Insgesamt nahmen 657 Judoka aus 99 Ländern an den Weltmeisterschaften teil. Für den Mannschaftswettbewerb waren 166 Judoka gemeldet, die aber nicht alle eingesetzt wurden. Die meisten Teilnehmerinnen und Teilnehmer am Mannschaftswettbewerb waren auch im Einzel gestartet.
Nachdem trotz des Kriegs in der Ukraine Russland und Belarus zur Teilnahme eingeladen worden waren, sagte die Ukraine die Teilnahme ihrer Sportlerinnen und Sportler ab. Acht der von Russland gemeldeten Judoka wurden vom Judoweltverband IJF nicht zugelassen. Dabei handelte es sich zum Beispiel um Angehörige des russischen Militärs.
Die Japanerinnen Natsumi Tsunoda und Uta Abe sowie der Japaner Hifumi Abe und der Georgier Tato Grigalaschwili konnten ihren Titel aus dem Vorjahr verteidigen. Die Französin Clarisse Agbegnenou gewann ihren sechsten Weltmeistertitel, sie hatte 2022 wegen ihrer Babypause nicht teilgenommen. Der Rekordweltmeister Teddy Riner aus Frankreich siegte sechs Jahre nach seinem letzten Titelgewinn. Nils Stump gewann als erster Schweizer einen Weltmeistertitel im Judo. Im Teamwettbewerb verteidigten die Judoka aus Japan ihren Titel.

## Ergebnisse

### Männer
| Gewichtsklasse | Gold                      | Silber             | Bronze                  |
| -------------- | ------------------------- | ------------------ | ----------------------- |
| - 60 kg        | Francisco Garrigós        | Dilshodbek Baratov | Lee Ha-rim              |
| - 60 kg        | Francisco Garrigós        | Dilshodbek Baratov | Giorgi Sardalaschwili   |
| - 66 kg        | Hifumi Abe                | Joshiro Maruyama   | Walide Khyar            |
| - 66 kg        | Hifumi Abe                | Joshiro Maruyama   | Jondonperenlein Baschüü |
| - 73 kg        | Nils Stump                | Manuel Lombardo    | Soichi Hashimoto        |
| - 73 kg        | Nils Stump                | Manuel Lombardo    | Murodjon Yuldoshev      |
| - 81 kg        | Tato Grigalaschwili       | Matthias Casse     | Takanori Nagase         |
| - 81 kg        | Tato Grigalaschwili       | Matthias Casse     | Lee Joon-hwan           |
| - 90 kg        | Luka Maisuradse           | Lascha Bekauri     | Sanshiro Murao          |
| - 90 kg        | Luka Maisuradse           | Lascha Bekauri     | Marcus Nyman            |
| - 100 kg       | Arman Adamjan             | Lukáš Krpálek      | Zelym Kotsoiev          |
| - 100 kg       | Arman Adamjan             | Lukáš Krpálek      | Peter Paltchik          |
| + 100 kg       | Teddy Riner Inal Tassojew | nicht vergeben     | Rafael Silva            |
| + 100 kg       | Teddy Riner Inal Tassojew | nicht vergeben     | Alisher Yusupov         |

Im Schwergewicht wurde zunächst Teddy Riner als Sieger ausgerufen. Einen Monat nach den Weltmeisterschaften wurde einem Protest stattgegeben und Inal Tassojew ebenfalls zum Sieger erklärt.

### Frauen
| Gewichtsklasse | Gold                | Silber               | Bronze                      |
| -------------- | ------------------- | -------------------- | --------------------------- |
| - 48 kg        | Natsumi Tsunoda     | Shirine Boukli       | Wakana Koga                 |
| - 48 kg        | Natsumi Tsunoda     | Shirine Boukli       | Assunta Scutto              |
| - 52 kg        | Uta Abe             | Diyora Keldiyorova   | Odette Giuffrida            |
| - 52 kg        | Uta Abe             | Diyora Keldiyorova   | Amandine Buchard            |
| - 57 kg        | Christa Deguchi     | Haruka Funakubo      | Lchagwatogoogiin Enchriilen |
| - 57 kg        | Christa Deguchi     | Haruka Funakubo      | Jessica Klimkait            |
| - 63 kg        | Clarisse Agbegnenou | Andreja Leški        | Szofi Özbas                 |
| - 63 kg        | Clarisse Agbegnenou | Andreja Leški        | Joanne van Lieshout         |
| - 70 kg        | Saki Niizoe         | Giovanna Scoccimarro | Michaela Polleres           |
| - 70 kg        | Saki Niizoe         | Giovanna Scoccimarro | Barbara Matić               |
| - 78 kg        | Inbar Lanir         | Audrey Tcheuméo      | Alice Bellandi              |
| - 78 kg        | Inbar Lanir         | Audrey Tcheuméo      | Guusje Steenhuis            |
| + 78 kg        | Akira Sone          | Julia Tolofua        | Raz Hershko                 |
| + 78 kg        | Akira Sone          | Julia Tolofua        | Beatriz Souza               |

### Teamwettbewerb Mixed
| Gewichtsklasse | Gold  | Silber     | Bronze      |
| -------------- | ----- | ---------- | ----------- |
| Mannschaft     | Japan | Frankreich | Georgien    |
| Mannschaft     | Japan | Frankreich | Niederlande |

## Medaillenspiegel
| Rang      | Land                           | Gold | Silber | Bronze | Gesamt |
| --------- | ------------------------------ | ---- | ------ | ------ | ------ |
| 1         | Japan                          | 6    | 2      | 4      | 12     |
| 2         | Frankreich                     | 2    | 4      | 2      | 8      |
| 3         | Georgien                       | 2    | 1      | 2      | 5      |
| a.K.      | Individuelle Neutrale Athleten | 2    | 0      | 0      | 2      |
| 4         | Israel                         | 1    | 0      | 2      | 3      |
| 5         | Kanada                         | 1    | 0      | 1      | 2      |
| 6         | Schweiz                        | 1    | 0      | 0      | 1      |
| 6         | Spanien                        | 1    | 0      | 0      | 1      |
| 8         | Usbekistan                     | 0    | 2      | 2      | 4      |
| 9         | Italien                        | 0    | 1      | 3      | 4      |
| 10        | Belgien                        | 0    | 1      | 0      | 1      |
| 10        | Deutschland                    | 0    | 1      | 0      | 1      |
| 10        | Slowenien                      | 0    | 1      | 0      | 1      |
| 10        | Tschechien                     | 0    | 1      | 0      | 1      |
| 14        | Niederlande                    | 0    | 0      | 3      | 3      |
| 15        | Brasilien                      | 0    | 0      | 2      | 2      |
| 15        | Mongolei                       | 0    | 0      | 2      | 2      |
| 15        | Südkorea                       | 0    | 0      | 2      | 2      |
| 18        | Aserbaidschan                  | 0    | 0      | 1      | 1      |
| 18        | Kroatien                       | 0    | 0      | 1      | 1      |
| 18        | Österreich                     | 0    | 0      | 1      | 1      |
| 18        | Schweden                       | 0    | 0      | 1      | 1      |
| 18        | Ungarn                         | 0    | 0      | 1      | 1      |
| Insgesamt | Insgesamt                      | 15   | 15     | 30     | 60     |